# Henri Mathieu
Pour les articles homonymes, voir Mathieu.
Henri Mathieu, né à Hasparren, Pyrénées-Atlantiques le 17 juin 1925 et mort le 6 juin 2013 à Paris, est un médecin pédiatre, professeur et chercheur français.

## Biographie
Il est le médecin fondateur, de l’hôpital universitaire « Mère – Enfant » (Assistance Publique – Hôpitaux de Paris). Il est un des principaux initiateurs de la pharmacogénétique française, créateur de Centre d'investigation clinique, et animateur de la recherche pédiatrique française. Son père était médecin de campagne à Hasparren.
Les principales contributions personnelles d’Henri Mathieu à la recherche ont porté sur la néphrologie pédiatrique, la pharmacologie pédiatrique (particulièrement l’étude du polymorphisme génétique du métabolisme des drogues chez l’homme), le calcium et le squelette, les organes cibles de la vitamine D, l’infectiologie et l’écosystème microbien.
Fondateur et ensuite président du Centre international de recherches médicales de Franceville (CIRMF) au Gabon (1979–1996). Parmi les contributions originales des recherches de ce centre : la description princeps d’un nouveau virus humain, le VIH et du VIH du chimpanzé, la prévention et l’épidémiologie des rétrovirus, l’étude du virus Ebola, la pharmacologie et la pharmacogénétique des médicaments antiparasitaires.